# جاك تايلور (مصارع رياضي)
جاك تايلور هو مصارع محترف كندي، ولد في 1887 في أونتاريو في كندا، وتوفي في 19 مايو 1956 في إدمونتون في كندا.

## وصلات خارجية
- جاك تايلور على موقع WrestlingData.com (الإنجليزية)